# Сирса (округ)
Сирса (англ. Sirsa, хинди सिरसा जिला) — округ в индийском штате Харьяна. Образован 1 сентября 1975 года. Административный центр и крупнейший город округа — Сирса. Сирса упоминается в «Махабхарате» и в трудах Панини как Шайришака. Согласно «Махабхарате», Накула захватил Шайришаку во время военного похода на запад.
По данным всеиндийской переписи 2001 года население округа составляло 1 116 649 человек. Уровень грамотности взрослого населения составлял 60,55 %, что немного выше среднеиндийского уровня (59,5 %). Доля городского населения составляла 26,28 %.